# Micronephthys ambrizettana
Micronephthys ambrizettana är en ringmaskart som först beskrevs av Augener 1918.  Micronephthys ambrizettana ingår i släktet Micronephthys och familjen Nephtyidae. Inga underarter finns listade i Catalogue of Life.